# Socx
 Socx là một xã ở tỉnh Nord ở miền bắc nước Pháp. Xã này có diện tích 8 km², dân số năm 1999 là 980 người. Xã nằm ở khu vực có độ cao trung bình 13 mét trên mực nước biển.
Socx có cự ly khoảng 10 km (6,2 mi) về phía nam của Dunkirk.